# Winnipeg Challenger 2025
Il Winnipeg Challenger 2025 è stati un torneo maschile di tennis professionistico. È stata l'8ª edizione del torneo, facente parte della categoria Challenger 75 nell'ambito dell'ATP Challenger Tour 2025, con un montepremi di 100 000 $. Si è giocato dal 7 al 13 luglio 2025 sui campi in cemento del Winnipeg Lawn Tennis Club di Winnipeg, in Canada.

## Partecipanti

### Teste di serie
| Nazionalità   | Giocatore        | Ranking* | Testa di serie |
| ------------- | ---------------- | -------- | -------------- |
| Belgio        | Alexander Blockx | 141      | 1              |
| Canada        | Liam Draxl       | 147      | 2              |
| Giappone      | Shō Shimabukuro  | 186      | 3              |
| Canada        | Alexis Galarneau | 207      | 4              |
| Giappone      | Yuta Shimizu     | 218      | 5              |
| Giappone      | Rio Noguchi      | 222      | 6              |
| Taipei cinese | Hsu Yu-hsiou     | 242      | 7              |
| Colombia      | Nicolás Mejía    | 243      | 8              |

* Ranking al 30 giugno 2025.

### Altri partecipanti
I seguenti giocatori hanno ricevuto una wild card per il tabellone principale:
- Juan Carlos Aguilar
- Justin Boulais
- Alexis Galarneau

Il seguente giocatore è entrato in tabellone con il ranking protetto:
- Philip Sekulic

Il seguente giocatore è entrato in tabellone nell'ambito del College Accelerator programme:
- Kenta Miyoshi

I seguenti giocatori sono passati dalle qualificazioni:
- Chung Hyeon
- Leandro Riedi
- Hiroki Moriya
- Daniil Glinka
- Nicolas Arseneault
- Alvin Nicholas Tudorica

## Punti e montepremi
| Torneo    | Torneo              | V     | F     | SF    | QF    | 2T    | 1T  | Q | Q2  | Q1  |
| Singolare | Punti               | 75    | 44    | 22    | 12    | 6     | 0   | 4 | 2   | 0   |
| Singolare | Premi in denaro ($) | 9 880 | 5 820 | 3 450 | 2 000 | 1 165 | 720 | – | 360 | 185 |
| Doppio    | Punti               | 75    | 44    | 22    | 12    | –     | 0   | – | –   | –   |
| Doppio    | Premi in denaro ($) | 4 250 | 2 450 | 1 480 | 880   | –     | 500 | – | –   | –   |

## Campioni

### Singolare
Liam Draxl ha sconfitto in finale  Alexander Blockx con il punteggio di 1–6, 6–3, 6–4.

### Doppio
Keshav Chopra /  Andres Martin hanno sconfitto in finale  Naoki Nakagawa /  Kris van Wyk con il punteggio di 7–6(2), 3–6, [10–3].